# Jan Åge Fjørtoft
Jan Åge Fjørtoft (Gursken, Noruega, 10 de enero de 1967) es un exfutbolista noruego, se desempeñaba como segundo delantero. Ha jugado en una gran cantidad de clubes, anotando 219 goles en ellos, y ha jugado 71 partidos y marcado 20 goles con la selección de fútbol de Noruega.

## Clubes
| Club                | País       | Año         | Partidos | Goles |
| IL Hødd             | Noruega    | 1984 - 1985 | 39       | 34    |
| HamKam              | Noruega    | 1986 - 1987 | 44       | 17    |
| Lillestrøm SK       | Noruega    | 1988 - 1989 | 33       | 20    |
| SK Rapid Viena      | Austria    | 1989 - 1993 | 129      | 63    |
| Swindon Town        | Inglaterra | 1993 - 1995 | 72       | 27    |
| Middlesbrough FC    | Inglaterra | 1995 - 1996 | 41       | 10    |
| Sheffield United    | Inglaterra | 1997 - 1998 | 34       | 19    |
| Barnsley FC         | Inglaterra | 1998        | 34       | 9     |
| Eintracht Frankfurt | Alemania   | 1998 - 2001 | 52       | 14    |
| Stabæk IF           | Noruega    | 2001        | 15       | 6     |
| Lillestrøm SK       | Noruega    | 2002        | 4        | 0     |

## Palmarés
Lillestrøm SK
- Tippeligaen: 1988-89